# Bothrogonia duplex
Bothrogonia duplex är en insektsart som beskrevs av Walker 1851. Bothrogonia duplex ingår i släktet Bothrogonia och familjen dvärgstritar. Inga underarter finns listade i Catalogue of Life.